# Bill Pascrell
William James ”Bill” Pascrell Jr., född 25 januari 1937 i Paterson, New Jersey, död 21 augusti 2024 i Livingston, New Jersey, var en amerikansk demokratisk politiker. Han var ledamot av USA:s representanthus sedan 1997. Han var katolik av italiensk härkomst.
Pascrell studerade vid Fordham University. Han avlade 1959 sin kandidatexamen och 1961 sin master. Han tjänstgjorde sedan i USA:s armé. Han arbetade därefter i tolv år som lärare i Paramus. Han var borgmästare i Paterson 1990–1996.
Pascrell besegrade sittande kongressledamoten William J. Martini i kongressvalet 1996. Han omvaldes sex gånger.